# Thure Sjöstedt
Ture Sigvard „Thure“ Sjöstedt (28. srpna 1903 Yngsjö – 2. května 1956 Malmö) byl švédský zápasník.
Startoval na dvou olympijských hrách, pokaždé v lehké těžké váze ve volném stylu. Při svém prvním startu v roce 1928 v Amsterdamu vybojoval zlatou a v roce 1932 v Los Angeles stříbrnou medaili.
V roce 1934 vybojoval titul mistra Evropy ve volném stylu bez rozdílu váhy a v roce 1927 stříbro v zápase řecko-římském v lehké těžké váze.